# Жељка Николић
Жељка Николић (12. јул 1991) српска је рукометашица која игра на позицији левог крила и тренутно наступа за Крајову и репрезентацију Србије.
Престављала је Србију на Европским првенствима 2016. и 2018. и на Светским првенствима 2017. и 2019. године.
У 2018. години је добила признање почасног грађанина Крајове.